# Éva Deák
Éva Deák, coniugata Diósadiné (Budapest, 13 gennaio 1961), è un'ex cestista ungherese.

## Carriera
Con l'Ungheria ha disputato i Campionati del mondo del 1986 e due edizioni dei Campionati europei (1981, 1985).